# Type Allocation Code

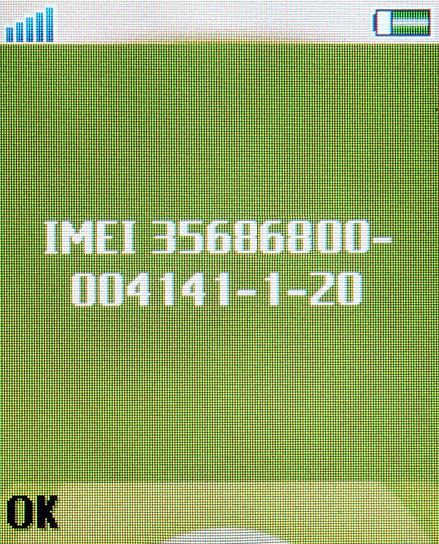
Afbeelding IMEI-nummer op GSM-display; het toestel is afkomstig uit Finland (35).

De Type Allocation Code (TAC) is een 8-cijferig nummer waaraan het merk en type van een draadloze telefoon kan worden herkend. Het is een deel van de 15-cijferige IMEI-code die wordt gebruikt om draadloze apparaten te kunnen identificeren op een GSM-, UMTS-, of ander IMEI-ondersteund draadloos netwerk.
Voor 1 april 2004 bevatte de IMEI-code de 6-cijferige Type Approval Code, die eveneens TAC werd genoemd en aangaf dat het apparaat in kwestie was goedgekeurd door een nationale organisatie voor het toelaten van GSM-apparaten, en de Final Assembly Code (FAC), een unieke code voor het bedrijf dat het apparaat had gemaakt en geassembleerd en dat niet altijd gelijk is aan de merknaam die op het apparaat staat.
Vanaf 1 april 2004 schrapten veel aangesloten landen (voornamelijk in Europa) de verplichte goedkeuring door de nationale GSM-instituten. Daarvoor in de plaats kwam een systeem van zelfregulering. Een fabrikant vraagt nu eenvoudig een TAC-code voor een nieuw model telefoon aan bij het internationale GSM-standaardisatieinstituut, in plaats van het apparaat ter goedkeuring aan te bieden bij de nationale instituten.
Zowel de oude als de nieuwe TAC-code kan worden gebruikt om een bepaald model telefoon te identificeren. (Sommige modellen hebben meer dan één code, afhankelijk van de revisie, de plaats waar het apparaat gemaakt is, en andere factoren.)
In beide soorten TAC-codes geven de eerste twee cijfers het land aan waar het apparaat vandaan komt. In een Type Approval Code is dit het land van de nationale organisatie die het apparaat heeft goedgekeurd. Deze codes zijn over het algemeen gebaseerd op de ITU-T-landnummers die worden gebruikt voor internationaal telefoonverkeer, met enkele wijzigingen (zo duidt 35 Finland aan, en 50 Taiwan).